# Ђорђе Михаиловић (лекар)
Ђорђе Михаиловић, Ђока (Ниш, 3. мај 1892 — Ниш, децембар 1974) био је ктитор нишког здравства - српски војни, цивилни и соколски лекар, учесник Првог светског рата у коме је са припадницима нишке Војне болнице прошао Албанску голготу, а онда у периоду од 1916. до 1918. као медицинар радио је у болницама у Сиди Абдалу и Феривилу, недалеко од Бизерте, Тунис. Прво као медицинар, а касније и као лекар, Ђорђе Михаиловић је својим радом и ентузијазмом дао значајан допринос српској ратној медицини. Као члан Српског друштва Црвеног крста и Српског лекарског друштва, између два светска рата, Михаиловић је непрестано радио на развоју српског здравства, првенствено у граду Нишу, а потом и у Моравској бановини.

## Живот и дело
Ђорђе Михаиловић родио се 3. маја 1892. годин у Нишу у породици, православне вере и српске народности, од оца Николе, познатог нишког трговца и мајке Марије, из познате београдске породице, трговца Жике Стојковић, кључара града Београда.
Основну школу и Прву нишку гимназију Стеван Сремац похађао је у Нишу. Године 1907. уписао је студије медицине у Бечу, да би уочи Првог балканског рата прекинуо студирање и пријавио се у добровољце. Као медицинар (несвршени лекар) био је распоређен у Моравску сталну војну болницу Ниш.
У Првом светском рату Ђорђе Михаиловић је обављао дужност лекарског помоћник у Војној болници у Нишу, под управом др Владимира Станојевића. У саставу ове болнице учествовао је у повлачењу српске војске преко Косова, Црне Горе и Албаније и искрцао се на Крф.
По доласку на Крф одлуком наченика српског војног санитета, Ђорђе Михаиловић је распоређен да прати српске војнике на опоравак у Бизерту (Тунис). Под руководством француских лекара, Ђорђе Михаиловић радио је до краја рата у Тунису, у болницама за српске војнике. На овом задатку, као медицинар, провео је скоро три године (1916—1918). у болницама Сиди-Абдалах (у којој су се налазили на лечењу болесници у јако тешком стању и они оштећеног слуха) и Феривилу, недалеко од Бизерте.
По завршетку Првог светског рата, 1918. године Ђорђе Михаиловић наставио је, ратом прекинуте студије медицине у Бечу и стекао диплому лекара за целокупно лекарство. Сецијализацију из педијатрије и анестезиологије, такође је завршио у Бечу.
По повратку у Ниш, као свршени специјалиста био је лекар Моравске бановине и „Соколског друштва Ниш“.
Школске 1926/27. године др Ђорђе је радио и као школски лекар у гимназији „Краљ Милан први у Нишу“. На дужности среског санитетарног референта и бањског лекара у Нишкој Бањи, био је постављен 1926. Тих године Нишка Бања је имала два државна базена са собама за свлачење, једну приватну зграду са 18 кабина и кадама са топлом водом. Уз то бања је имала и три хотела са 44 соба, а у приватним вилама и сељачким кућама још око 60 постеља, или укупно око 100 соба са 250 кревета. Како би унапредила рад лекара Нишке Бање која је била у успону бањаска управа је 1928. године упутила др Ђорђе у Чехословачку на специјализацију из балнео-физикалне терапије.
За лекара „Соколског друштва Ниш“ Ђорђе Михаиловић је изабран 1927. године, исте године када је отворен и освећен Соколски дом у Нишу, чијем освећењу је присуствовао и краљ Александар Карађорђевић.
Други светски рат Ђорђе Михаиловић је провео ју Нишу, а по његовом завршетку, од 1946. године радио је у Блацу, све до пензионисања 1955. године.
У брак са Маријом Стојковић, Ђорђе Михаиловић је ступио 1923. године и са њом изродио мушку децу, која су као и касније унуци и праунуци, традиционално наслеђивали само два имена Ђорђе и Зоран, о чему говори овај цитат:
| „ | У браку Марије и Ђорђа родила су се три сина: Драгослав (20. 02.1924), Зоран (30.04.1926) и Божидар (31.12.1928). Ђорђе Михаиловић, је професију лекара преносии на синове др Драгослава и др Зорана Михаиловића, потом на унуке др Мирјану Медан Михаиловић и др Ђорђа Михаиловића млађег, који је наследио и дедино име. Четврта генерација лекара, праунук Зоран Михаиловић, син др Ђорђа Михаиловића млађег, такође је завршио медицину. | ” |

Након краткотрајног живота и смрти трогодишњег сина Божидара, др Ђорђе и његова супруга Марија саградили су спомен чесму у селу Раутово, изнад Нишке Бање, са које још увек тече вода „да напоји ретке путнике на раскрсници сеоских путева“.

## Признања
За свој рад др Ђорђе више пута је награђиван и похваљиван.
- 1931.— „Захвалницу за пожртвовану бригу у лечењу и материјалној помоћи у издржавању мале деце у Нишу и околини.“ Признање му је доделило хуманитарно женско друштво „Српски мајка“ из Ниша.
- 1937.— „Орден Карађорђеве звезде“
- 1937.— „Орден Југословенске круне, четвртог реда“, која му је додељена од стране Његовог величанства престолонаследника Петра другог КараЂорђевића.
- У Српској војсци почео је као медицинар и лекарски помоћник, а за своје заслуге у рату и миру напредовао је у војним резервним чиновима: редов, поручник, капетан друге класе, капетан прве класе и на крају мајор.